# Mertensophryne nairobiensis
Espèce
Synonymes
- Bufo lönnbergi nairobiensis Loveridge, 1932
- Bufo nairobiensis Loveridge, 1932

Statut de conservation UICN

 DD  : Données insuffisantes
Mertensophryne nairobiensis est une espèce d'amphibiens de la famille des Bufonidae.

## Répartition
Cette espèce est endémique du Sud du Kenya. Elle se rencontre notamment autour de Nairobi à moyenne altitude.

## Taxinomie
En 1997, Poynton a relevé de leurs synonymies Bufo nairobiensis et Bufo mocquardi d'avec Bufo lonnbergi. Channing et Howell en 2006 les traitent comme trois espèces à part entière. Tandy considère qu'à la fois Mertensophryne mocquardi et Mertensophryne nairobiensis sont des synonymes de Mertensophryne lonnbergi.

## Étymologie
Son nom d'espèce, composé de nairobi et du suffixe latin -ensis, « qui vit dans, qui habite », lui a été donné en référence au lieu de sa découverte, Nairobi.

## Publication originale
- Loveridge, 1932 : Eight new toads of the genus Bufo from East and Central Africa. Occasional Papers of the Boston Society of Natural History, vol. 8, p. 43-53 (texte intégral).